# Nils Åderman
Nils Vilhelm Åderman, född 25 september 1898 i Rättvik, Kopparbergs län, död 14 januari 1967 i Piteå, Norrbottens län, , var en svensk psykiater.
Efter studentexamen i Uppsala 1918 blev Åderman medicine kandidat där 1923 och medicine licentiat i Stockholm 1929. Han var extra ordinarie amanuens i histologi i Uppsala 1921–22, tillförordnad järnvägsläkare vid linjerna Kiruna–Riksgränsen och Kiruna–Fjällåsen två månader årligen 1926–29, blev extra läkare vid Piteå hospital 1930, var extra ordinarie hospitalsläkare där 1930–32, assistentläkare vid Akademiska sjukhusets i Uppsala kirurgiska avdelning 1932, andre läkare vid Furunäsets sjukhus i Piteå 1932–34, förste läkare där 1934–47 och var överläkare där från 1948.